# Piero Remor

Piero Remor (ca. 1950)

Piero Remor (Porto Venere, 1896 – Rome, 1964) was een Italiaans ingenieur en constructeur die vooral bekend werd door zijn werk voor de merken Gilera en MV Agusta.

## MAS-boot
Piero Remor studeerde aan de Universiteit van Rome, o.a. bij professor Ugo Bordoni. Nadat hij was afgestudeerd werkte hij in 1919 samen met Bordoni aan de ontwikkeling van de Motoscafo Armato Silurante, een torpedoboot.

## GRB-OPRA
| Piero Remor had altijd een moeizame relatie met zijn coureurs, omdat ze elkaar de schuld gaven wanneer resultaten tegenvielen |
| - Piero Taruffi werd in 1929 als coureur gepasseerd om de eerste race met de OPRA te rijden. Als wraak won hij die wedstrijd, de Grand Prix van Rome, met een Norton. Taruffi was niet haatdragend: hij haalde Piero Remor in 1939 over om van FIAT naar Gilera te komen. - Nello Pagani klaagde over de stuurkwaliteiten van de Gilera 500 4C. In 1948 brak hij zelfs een race af vanwege het beroerde weggedrag. Remor weigerde de machine te verbeteren. De ruzie met Pagani liep zo hoog op dat Remor hem verbood nog op de viercilinder te rijden en hem daardoor dwong alleen nog op de Gilera Saturno uit te komen. In 1949 greep Giuseppe Gilera persoonlijk in: hij gaf Pagani een viercilinder en ontsloeg Remor. - Arciso Artesiani kreeg volgens de Italiaanse pers van zijn werkgever Gilera het verwijt dat dit merk in 1949 ook de constructeurstitel niet gewonnen had. Volgens Artesiani was dit de schuld van Piero Remor, die tijdens de Ulster Grand Prix slechts een deel van de motorolie liet verversen om tijd te winnen. Artesiani viel daardoor met een vastgelopen motor uit. |

In 1923 bouwde hij samen met Carlo Gianini een dwarsgeplaatste viercilinder lijnmotor voor een motorfiets. Dit project trok de aandacht van graaf Luigi Bonmartini die eigenaar was van het bedrijf Officine di Precisione Romane Automobilistiche in Rome. Bonmartini besloot voor financiële ondersteuning te zorgen door een nieuw bedrijf op te richten samen met Remor en Gianini. Dit bedrijf kreeg aanvankelijk de naam “GRB” (Gianini, Remor, Bonmartini). Om geld te verdienen moest hier echter ook werk voor de luchtvaartindustrie worden gedaan en daardoor duurde het vijf jaar tot er een prototype van een motorfiets was gebouwd. Dit was een luchtgekoelde viercilinder met hoogstwaarschijnlijk een watergekoelde cilinderkop die in een zeer eenvoudig frame gebouwd was. In 1929 heette het prototype inmiddels “OPRA” en Piero Taruffi werd als testrijder aangetrokken, Taruffi had intussen als motorcoureur naam gemaakt met Nortons. Toen de OPRA haar eerste race reed, de Grand Prix van Rome, werd ze echter bestuurd door een - toen - nog bekendere coureur, Umberto Faraglia. De OPRA ging korte tijd aan de leiding van de race, maar de motor werd opgeblazen. Taruffi, teleurgesteld omdat hij gepasseerd was als coureur, won die race met zijn Norton.

## OM
In 1930 verliet Piero Remor het bedrijf OPRA na een meningsverschil met graaf Bonmartini. Hij vertrok naar de autofabriek OM in Brescia. Daar ontwierp hij de 1500cc viercilindermotor voor het “Typo M”. Toen FIAT het merk OM in 1938 overnam en de autoproductie beëindigde ten gunste van de productie van vrachtauto’s ging Piero Remor op zoek naar ander werk.

### Ontwikkeling van de racemotor
Intussen werkten Piero Taruffi en Carlo Gianini verder aan de ontwikkeling van de motorfiets, die intussen “CNA Rondine” heette, naar weer een ander bedrijf van Bonmartini, Compagnia Nazionale Aeronautica. Daar waren de ontwikkelingen weer bijzonder traag verlopen, pas in 1934 kwam de motorfiets weer op de baan onder de naam "Rondine" (zwaluw). Taruffi had nu veel meer zeggenschap in het project zelf. Hij tekende waarschijnlijk het nieuwe, veel betere plaatframe. Het was voorzien van een Girder voorvork en had nog geen achtervering. Voor en achter waren ook voor die tijd bescheiden simplexremmen gemonteerd. De motor, die alleen door Gianini helemaal herzien was, had nu een boring/slagverhouding van 52 x 58mm (492,7cc). De motor was nu volledig watergekoeld en de cilinderkoppen waren twee aan twee gegoten. De cilinders helden onder een hoek van ongeveer 45° voorover. Boven de versnellingsbak zat een Roots compressor. De machine had slechts één carburateur en magneetontsteking. Van de Rondine werden zes exemplaren gebouwd. Taruffi en Amilcare Rossetti reden de machines in de prestigieuze Grand Prix van Tripoli. Ze werden eerste en tweede na een hard gevecht tegen Omobono Tenni met de Moto Guzzi Bicilindrica 500. Ook in Pescara won Piero Taruffi, maar in Monza werden drie machines ingeschreven waarvan alleen Carlo Fumigiali de finish haalde. Zijn machine was tegen het einde van de wedstrijd behoorlijk kreupel, want hij had de snelste ronde gereden maar viel toch terug naar de vijfde plaats. Taruffi reed nog een record van 244,6 km/h met de machine, die toen al voorzien was van een soort dolfijnstroomlijn, maar daarna werd er nooit meer iets van de Rondine gehoord. In 1934 verkocht Bonmartini CNA aan de vliegtuigbouwer Caproni in Milaan. Dat bedrijf had geen enkele interesse in de Rondine en Piero Taruffi moest vrezen dat zijn project, waar hij al acht jaar bij betrokken was, verloren zou gaan. Daarom benaderde hij Giuseppe Gilera. Die was juist overtuigd van het reclame-aspect van wegraces om zijn Gilera-motorfietsen te verkopen. Hij hapte dan ook meteen toe, kocht de zes machines, tekeningen, rechten, reserveonderdelen en huurde Taruffi als coureur, teamleider en hoofdingenieur in. Gilera zag echter ook de zwakke punten van de machine en zou deze vóór ze in races werd ingezet nog verder laten ontwikkelen.

## Gilera
| De Gilera 500 4C…                                        |
| …en de MV Agusta 500 4C hadden bijna hetzelfde motorblok |
| MV Agusta 125 Bialbero                                   |

In 1939 haalde Piero Taruffi Remor over om naar Gilera te komen, eigenlijk om de 500cc Rondine verder te ontwikkelen, maar Piero Remor begon met de ontwikkeling van een 250cc racer met compressor en van de achtervering van de Rondine. Door het uitbreken van de Tweede Wereldoorlog kwamen alle ontwikkelingen op racegebied stil te liggen. In 1946 verbood de FICM het gebruik van compressoren, waardoor Gilera gedwongen was de eencilinder Saturno Competizione als fabrieksracer in te zetten. Die was geen partij voor machines als de Moto Guzzi Bicilindrica 500, de Moto Guzzi Gambalunga, de Norton Manx of de AJS Porcupine. In dat jaar gaf Gilera Piero Remor opdracht een nieuwe racer te ontwikkelen. Piero Taruffi had het bedrijf verlaten om zich te richten op zijn carrière als autocoureur. Remor ging niet uit van de 500 cc Rondine, maar vergrootte zijn eigen 250 cc prototype uit 1940 tot 500 cc. In 1947 begon de Gilera 500 4C al vorm te krijgen en in 1948 werden de eerste tests gedaan door Carlo Bandirola en Massimo Masserini op de autoweg Milaan - Bergamo. Er ontstonden meteen grote problemen met de smering en er was veel tijd nodig om die op te lossen. In 1948 reed Nello Pagani er de eerste race mee in Cesena, maar hij stopte er voortijdig mee omdat de machine "onrijdbaar" was. Remor was daar niet gelukkig mee, maar het is een feit dat de machine in dat jaar nog geen potten kon breken. Zelfs het Italiaans kampioenschap was niet haalbaar, dat ging naar Bruno Bertacchini met de verouderde Guzzi Bicilindrica die eigenlijk uit 1933 stamde. Masserini leidde de TT van Assen, maar viel terug en viel uiteindelijk in de hevige regen. Pas de laatste race van het jaar, de Grand Prix van Italië, werd gewonnen door Masserini, vooral omdat Norton en AJS daar niet aan de start kwamen. Masserini beëindigde met deze race zijn carrière. Hoewel het voor iedereen duidelijk was dat het stuurgedrag beneden de maat was, weigerde Remor de machine te verbeteren. De ruzie met Pagani liep zo hoog op dat Remor hem verbood nog op de viercilinder te rijden en hem daardoor dwong alleen nog op de Gilera Saturno uit te komen. Ook in 1949 bleek duidelijk dat het weggedrag van de Gilera niet goed was. De eerste wereldtitel ging naar Les Graham met de AJS Porcupine, een machine die ongeveer 140 kg woog en slechts 45 pk leverde, terwijl de Gilera 124 kg woog en liefst 50 pk had. Na twee wedstrijden greep Giuseppe Gilera in en Pagani kreeg in de TT van Assen de viercilinder tot zijn beschikking, waarmee hij gemakkelijk won. Met de Grand Prix van Italië erbij had Gilera in het eerste wereldkampioenschapsjaar slechts twee overwinningen geboekt met een motorfiets die op papier de beste was.

## MV Agusta
Aan het einde van het seizoen 1949 moest Piero Remor dan ook het veld ruimen, ook al omdat de meeste coureurs niet met hem konden werken. De aanvankelijke moeilijkheden om de smeerproblemen op te lossen en zijn weigering het slechte stuurgedrag te verbeteren of zelfs te erkennen dat het bestond waren niet langer acceptabel. Uiteindelijk loste zijn assistent Colombo de smeerproblemen van de krukaslagers op. Remor nam bij zijn vertrek de blauwdrukken van het motorblok mét de verbeteringen van Colombo mee naar MV Agusta. Piero Taruffi kwam terug in dienst van Gilera. Piero Remor kreeg van graaf Domenico Agusta de opdracht om voor MV Agusta een nieuwe 125cc DOHC viertaktracer te ontwikkelen. MV Agusta racete nog met tweetakten, maar die waren niet opgewassen tegen de eencilinder viertakten van Mondial en Morini. Carlo Ubbiali was met zijn MV Agusta slechts derde geworden in het eerste wereldkampioenschap wegrace. Voor MV Agusta werd de 125cc Bialbero de eerste racemotor die niet van een productiemodel was afgeleid. Remor voorzag MV Agusta echter ook van een nieuwe 500cc viercilinder, de MV Agusta 500 4C. Van tekentafel tot testbaan kostte hem slechts 15 weken, maar dat was niet verwonderlijk omdat de motor vrijwel identiek was aan die van de Gilera 500 4C. Zo kwam het dat MV Agusta en Gilera met vrijwel dezelfde motorfietsen aan het WK van 1950 deelnamen, iets waar men bij Gilera allerminst gelukkig mee was. Toen ook coureur Arciso Artesiani naar MV Agusta vertrok sprak men zelfs van “verraad”. Artesiani had echter niet veel keus. Hij was MV Agusta-dealer in Bologna en kreeg een ruim salaris van 800.000 lire en een motor. Tijdens de handelsbeurs in Milaan van 1950 werd de MV Agusta 500 4C gepresenteerd. Het belangrijkste verschil met de Gilera 500 4C was de cardanaandrijving van de MV. Voor zat een chroom-molybdeen Girdervork en achter was een dubbele swingarm met torsievering en wrijvingsdempers toegepast. Het motorblok was ook niet helemaal gelijk aan dat van de Gilera: bij de MV Agusta waren de cilinderkoppen apart te verwijderen, bij de Gilera waren ze uit één stuk gegoten met het cilinderblok. Op 1 mei 1950 kwam ook constructeur Arturo Magni naar MV Agusta en hij werd verantwoordelijk voor de verdere ontwikkeling van de racemotor. Magni had vanaf 1947 ook bij Gilera samengewerkt met Remor.

## Motom
Piero Remor verliet MV Agusta aan het einde van 1953. Hij werkte van 1954 tot 1957 bij Motom, waar hij de kleine Motom 98T ontwikkelde. Daarna werd hij adviseur en in 1964 overleed hij in Rome.